# Świętopełk de Poméranie
Świętopełk (en latin : Suatopolc) est l'un des premiers ducs de Poméranie au début du XIIe siècle.

## Biographie
Świętopełk a des liens de parenté avec la maison Piast de Pologne et avec le duc Świętobór de Poméranie. 
Son existence nous est connue par la chronique de Gallus Anonymus : en 1109, le duc polonais Boleslas III Bouche-Torse lui offre la place forte de Nakło en Poméranie orientale. Néanmoins, la politique menée par Świętopełk pour se débarrasser de la tutelle polonaise irrite Boleslas III, qui lance une invasion de la Poméranie en 1112. Après avoir résisté pendant trois mois au siège de Nakło par l’armée polonaise, Świętopełk dépose les armes. Il est contraint de payer une forte rançon à Boleslas et de lui donner son fils en otage.
L’année suivante, il refuse de répondre à une invitation de Boleslas. En représailles, l’armée polonaise lance une attaque et s’empare de la région de la Noteć. Nous ne savons rien de la suite de son règne. Certains historiens pensent qu’il aurait été tué au combat lors de la conquête de la Poméranie par Boleslas en 1121. 
Le lien de parenté parfois évoqué entre Świętopełk et Subisław Ier, duc de Poméranie orientale à partir d'environ 1155, n'est pas attesté.